# Alain Oreille
Alain Oreille (Sarre-Union, 22 aprile 1953) è un ex pilota di rally francese, vincitore del Rally della Costa d'Avorio nel 1989 su Renault 5 GT Turbo, gara valida per il Campionato del Mondo Rally e di due volte del PWRC nel 1989 e 1990.

## Palmarès
- PWRC: 2
1989 e nel 1990 su Renault 5 GT Turbo
- Vittorie nel Gruppo N

| # | Stagione | Evento                     | Navigatore       | Auto               | Squadra      |
| - | -------- | -------------------------- | ---------------- | ------------------ | ------------ |
| 1 | 1989     | Rally di Monte Carlo       | Gilles Thimonier | Renault 5 GT Turbo | -            |
| 2 | 1989     | Tour de Corse              | Gilles Thimonier | Renault 5 GT Turbo | Simon Racing |
| 3 | 1989     | Rally di Sanremo           | Gilles Thimonier | Renault 5 GT Turbo | -            |
| 4 | 1989     | Rally della Costa d'Avorio | Gilles Thimonier | Renault 5 GT Turbo | Simon Racing |
| 5 | 1990     | Rally della Costa d'Avorio | Michel Roissard  | Renault 5 GT Turbo | Simon Racing |

- Vittorie nel WRC

| # | Stagione | Evento                     | Navigatore       | Auto               | Squadra      |
| - | -------- | -------------------------- | ---------------- | ------------------ | ------------ |
| 1 | 1989     | Rally della Costa d'Avorio | Gilles Thimonier | Renault 5 GT Turbo | Simon Racing |

## Risultati nel mondiale rally

### WRC
| 1984 | Scuderia | Vettura          |  |  |  |  |    |  |  |  |  |  |  |  |  |  |  |  | Punti | Pos. |
| ---- | -------- | ---------------- |  |  |  |  | -- |  |  |  |  |  |  |  |  |  |  |  | ----- | ---- |
| 1984 |          | Renault 11 Turbo |  |  |  |  | 20 |  |  |  |  |  |  |  |  |  |  |  | 0     |      |

| 1985 | Scuderia | Vettura          |    |  |  |  |     |  |  |  |  |  |  |  |  |  |  |  | Punti | Pos. |
| ---- | -------- | ---------------- | -- |  |  |  | --- |  |  |  |  |  |  |  |  |  |  |  | ----- | ---- |
| 1985 |          | Renault 11 Turbo | 16 |  |  |  | Rit |  |  |  |  |  |  |  |  |  |  |  | 0     |      |

| 1986 | Scuderia | Vettura          |   |  |  |  |     |  |  |  |  |  |  |  |  |  |  |  | Punti | Pos. |
| ---- | -------- | ---------------- | - |  |  |  | --- |  |  |  |  |  |  |  |  |  |  |  | ----- | ---- |
| 1986 |          | Renault 11 Turbo | 8 |  |  |  | Rit |  |  |  |  |  |  |  |  |  |  |  | 3     | 49º  |

| 1987 | Scuderia            | Vettura          |     |  |  |  |   |  |  |  |  |  |  |  |  |  |  |  | Punti | Pos. |
| ---- | ------------------- | ---------------- | --- |  |  |  | - |  |  |  |  |  |  |  |  |  |  |  | ----- | ---- |
| 1987 | Philips Renault Elf | Renault 11 Turbo | Rit |  |  |  | 9 |  |  |  |  |  |  |  |  |  |  |  | 2     | 58º  |

| 1988 | Scuderia     | Vettura                               |   |  |  |  |    |  |  |  |  |  |  |  |  |  |  |  | Punti | Pos. |
| ---- | ------------ | ------------------------------------- | - |  |  |  | -- |  |  |  |  |  |  |  |  |  |  |  | ----- | ---- |
| 1988 | Simon Racing | Renault 11 Turbo e Renault 5 GT Turbo | 4 |  |  |  | 10 |  |  |  |  |  |  |  |  |  |  |  | 11    | 28º  |

| 1989 | Scuderia     | Vettura            |    |  |  |  |   |  |  |  |  |    |   |   |  |  |  |  | Punti | Pos. |
| ---- | ------------ | ------------------ | -- |  |  |  | - |  |  |  |  | -- | - | - |  |  |  |  | ----- | ---- |
| 1989 | Simon Racing | Renault 5 GT Turbo | 10 |  |  |  | 8 |  |  |  |  | 12 | 9 | 1 |  |  |  |  | 26    | 10º  |

| 1990 | Scuderia     | Vettura            |    |    |  |   |    |    |   |  |     |    |   |  |  |  |  |  | Punti | Pos. |
| ---- | ------------ | ------------------ | -- | -- |  | - | -- | -- | - |  | --- | -- | - |  |  |  |  |  | ----- | ---- |
| 1990 | Simon Racing | Renault 5 GT Turbo | 13 | 14 |  | 8 | 13 | 10 | 6 |  | Rit | 17 | 3 |  |  |  |  |  | 22    | 11º  |

| 1992 | Scuderia     | Vettura          |  |  |  |  |    |  |  |  |  |  |  |  |  |  |  |  | Punti | Pos. |
| ---- | ------------ | ---------------- |  |  |  |  | -- |  |  |  |  |  |  |  |  |  |  |  | ----- | ---- |
| 1992 | Société Diac | Renault Clio 16S |  |  |  |  | 10 |  |  |  |  |  |  |  |  |  |  |  | 1     | 68º  |

| 1993 | Scuderia     | Vettura               |  |  |  |  |   |  |  |  |  |  |  |  |  |  |  |  | Punti | Pos. |
| ---- | ------------ | --------------------- |  |  |  |  | - |  |  |  |  |  |  |  |  |  |  |  | ----- | ---- |
| 1993 | Société Diac | Renault Clio Williams |  |  |  |  | 9 |  |  |  |  |  |  |  |  |  |  |  | 2     | 55º  |

| 1994 | Scuderia     | Vettura               |     |  |  |     |  |  |  |  |  |  |  |  |  |  |  |  | Punti | Pos. |
| ---- | ------------ | --------------------- | --- |  |  | --- |  |  |  |  |  |  |  |  |  |  |  |  | ----- | ---- |
| 1994 | Société Diac | Renault Clio Williams | Rit |  |  | Rit |  |  |  |  |  |  |  |  |  |  |  |  | 0     |      |

| 1995 | Scuderia                   | Vettura           |  |  |  |  |  |  |  |    |  |  |  |  |  |  |  |  | Punti | Pos. |
| ---- | -------------------------- | ----------------- |  |  |  |  |  |  |  | -- |  |  |  |  |  |  |  |  | ----- | ---- |
| 1995 | Renault Dealer Rallying UK | Renault Clio Maxi |  |  |  |  |  |  |  | 10 |  |  |  |  |  |  |  |  | 1     | 32º  |

| Legenda | 1º posto | 2º posto | 3º posto | A punti | Senza punti | Ritirato | Squalificato | NP=Non partito C=Gara cancellata | Apice=Power stage |

### Gruppo N
| 1988 | Scuderia     | Vettura            |  |  |  |  |   |  |  |  |  |  |  |  |  |  |  |  | Punti | Pos. |
| ---- | ------------ | ------------------ |  |  |  |  | - |  |  |  |  |  |  |  |  |  |  |  | ----- | ---- |
| 1988 | Simon Racing | Renault 5 GT Turbo |  |  |  |  | 2 |  |  |  |  |  |  |  |  |  |  |  | 0     |      |

| 1989 | Scuderia     | Vettura            |   |  |  |  |   |  |  |  |  |   |   |   |  |  |  |  | Punti | Pos. |
| ---- | ------------ | ------------------ | - |  |  |  | - |  |  |  |  | - | - | - |  |  |  |  | ----- | ---- |
| 1989 | Simon Racing | Renault 5 GT Turbo | 1 |  |  |  | 1 |  |  |  |  | 3 | 1 | 1 |  |  |  |  | 59    | 1º   |

| 1990 | Scuderia     | Vettura            |   |   |  |   |   |   |   |  |     |   |   |  |  |  |  |  | Punti | Pos. |
| ---- | ------------ | ------------------ | - | - |  | - | - | - | - |  | --- | - | - |  |  |  |  |  | ----- | ---- |
| 1990 | Simon Racing | Renault 5 GT Turbo | 2 | 5 |  | 2 | 3 | 5 | 2 |  | Rit | 6 | 1 |  |  |  |  |  | 56    | 1º   |

| Legenda | 1º posto | 2º posto | 3º posto | A punti | Senza punti | Ritirato | Squalificato | NP=Non partito C=Gara cancellata | Apice=Power stage |